# Vivarium (film)
Vivarium è un film del 2019 diretto da Lorcan Finnegan, con protagonisti Imogen Poots e Jesse Eisenberg.

## Trama
Gemma e Tom sono una giovane coppia alla ricerca di una casa per cominciare una nuova vita insieme. Si recano presso una strana agenzia immobiliare dove ad accoglierli trovano Martin, che racconta loro di un nuovo quartiere in costruzione nella vicina periferia chiamato Yonder ("Laggiù", in lingua inglese). Martin riesce a persuadere i due a visitare la nuova casa, e così Gemma e Tom decidono di seguirlo fino a Yonder. Il quartiere si rivela essere sin da subito molto strano: case tutte identiche, pervaso da un silenzio innaturale, e completamente vuoto. L'agente immobiliare dopo aver mostrato molto velocemente la casa al civico n° 9 del quartiere scompare nel nulla, lasciando Gemma e Tom da soli. La coppia tenta di lasciare Yonder, ma pare tutto inutile: ogni percorso li riporta al n° 9. L'auto alla fine rimane senza carburante ed essi decidono di trascorrere la notte nella casa.
La mattina dopo, Tom si arrampica sul tetto per vedere se riesce a trovare una via d'uscita ma si accorge che il quartiere continua all'infinito in tutte le direzioni sino all'orizzonte. La coppia decide di seguire allora il sole per orientarsi, sperando di uscire dal vicinato. La coppia, tuttavia, viene ancora una volta riportata al n° 9. Di fronte al vialetto di casa trovano una scatola piena di cibo preconfezionato e altre necessità. Poco più tardi Tom dà fuoco alla casa, sperando di attirare l'attenzione di qualcuno. La coppia si addormenta perciò sul vicino marciapiede. Al mattino dopo, la casa sembra completamente ricostruita e, ad attendere la coppia, vi è una nuova scatola con all'interno un neonato e allegate le seguenti istruzioni: "Allevate il bimbo e sarete liberi".
Sono trascorsi tre mesi e il bambino è rapidamente cresciuto fino alle dimensioni di un bambino di sette anni. Richiede incessantemente attenzioni e osserva in continuazione la coppia quando non è assorbito da strane immagini proiettate in televisione. La nuova vita con il bambino e quella che sembra essere una prigionia determina un forte stress psicologico e fisico sulla coppia. Tom scopre che il terreno del giardino è costituito da una sostanza apparentemente artificiale e, per questo motivo, inizia a scavare una buca, diventandone ossessionato. Scavare la buca fornisce un nuovo scopo di vita a Tom, allontanandolo sempre di più dalla vita "familiare".
La salute fisica e mentale di Tom peggiora ulteriormente, forse a causa delle polveri dello scavo. In uno scatto d'ira Tom tenta di uccidere il ragazzo, ma Gemma interviene. La distanza emotiva da Tom spinge Gemma ad avvicinarsi sempre di più al ragazzo, scoprendo che quest'ultimo non è in grado di immaginare, sognare e pensare autonomamente. Una mattina il ragazzo svanisce, per poi riapparire con uno strano libro, scritto in una lingua sconosciuta, con una serie di illustrazioni che ritraggono esseri di forma umanoide, ma con una sorta di gonfiore sotto la gola. Gemma chiede al ragazzo chi gli abbia dato il libro, ma lui afferma di non poter rivelare l'identità di questa persona. Grazie al gioco "facciamo finta che", Gemma riesce a far immedesimare il ragazzo nella persona che gli ha dato il libro, e lo vede assumere la stessa inquietante forma fisica mostrata nel libro.
Altro tempo è passato e Gemma e Tom si sono indeboliti. Il ragazzo è diventato adulto in poco tempo e la coppia vive parte del tempo barricata nella camera matrimoniale. Il ragazzo esce di casa ogni mattina senza rivelare alla coppia dove vada. Una mattina, Tom, che continua a scavare la sua buca, trova un sacco sottovuoto per cadaveri con all'interno un corpo.  L'evento turba Tom, che si indebolisce ulteriormente fino a morire. Poco dopo, il ragazzo porta a Gemma un sacco simile a quello trovato da Tom, lo usa per chiudervi dentro il cadavere del compagno, e lo getta nella buca. La mattina seguente, Gemma, furiosa, tenta di uccidere il ragazzo con il piccone, ma quest'ultimo scappa in un bizzarro corridoio sotterraneo che si apre sollevando il marciapiede. Gemma lo segue e cade attraverso delle case situate in dimensioni parallele dove altre giovani coppie hanno vissuto simili esperienze di prigionia e disperazione. Alla fine, Gemma si ritrova di nuovo al n° 9.
Stremata, per l'ennesima volta rifiuta di dichiararsi la madre del ragazzo, come quest'ultimo vorrebbe, e infine si arrende al suo stato di salute logoro, non prima che il ragazzo le abbia spiegato che lo scopo di una madre è crescere un bambino e quindi morire. Il ragazzo la chiude in un altro sacco nell'attimo in cui lei muore, e la seppellisce con Tom nella buca; poi lascia finalmente Yonder, raggiungendo l'agenzia immobiliare di Martin. Nel frattempo, l'agente è visibilmente invecchiato e ormai in fin di vita e, con un gesto di silenziosa intesa, porge il suo cartellino identificativo al ragazzo, che nasconde il suo cadavere in un armadio e diventa il nuovo Martin.
La pellicola si conclude con l'ingresso in agenzia di una nuova giovane coppia.

## Produzione
Nel maggio 2018, è stato annunciato che Jesse Eisenberg e Imogen Poots si erano uniti al cast del film, diretto da Lorcan Finnegan con sceneggiatura da lui scritta.

## Distribuzione
È stato presentato in anteprima mondiale al Festival di Cannes il 18 maggio 2019.
È stato distribuito il 27 marzo 2020 nel Regno Unito e in Irlanda da Vertigo Releasing e negli Stati Uniti da Saban Films.

## Accoglienza

### Critica
Vivarium detiene una valutazione di approvazione del 72% sul sito web di recensioni Rotten Tomatoes, basato su 23 recensioni, con una media di 7,42 / 10.